# French Open 1982 (Badminton)
Die French Open 1982 im Badminton fanden am 3. und 4. April 1982 in Colombes statt. Es war die 52. Auflage des Championats.

## Titelträger
| Disziplin    | Sieger                           |
| ------------ | -------------------------------- |
| Herreneinzel | Zubair Ahmed                     |
| Dameneinzel  | Denyse Julien                    |
| Herrendoppel | Bob MacDougall Mark Freitag      |
| Damendoppel  | Johanne Falardeau Linda Cloutier |
| Mixed        | Bob MacDougall Johanne Falardeau |